# Пертті Югола
Пертті Югола (фін. Pertti Juhola; народився 12 березня 1945 у м. Порі, Фінляндія) — фінський хокейний арбітр, головний арбітр. Арбітр міжнародної категорії. Член Зали слави фінського хокею (1995).
Обслуговував матчі СМ-Ліги (536), міжнародні матчі (65). Обслуговував матчі на чемпіонатах світу (2), зимових Олімпійських іграх (1), молодіжних/юніорських чемпіонатах світу (4), Кубку «Известия» (4).